# Тюфяки
 Тюфяки  — деревня в Орловском районе Кировской области. Входит в состав Орловского сельского поселения.

## География
Расположена на расстоянии примерно 26 км по прямой на запад-северо-запад от райцентра города Орлова.

## История
Известна с 1727 года как починок над рекой Дресвянкой с 1 двором. В 1764 33 жителя, в 1802 здесь (У речки Дресвянки) 7 дворов. В 1873 году (У речки Дресвянки или Тюфяки) дворов 20 и жителей 147, в 1905 19 и 114, в 1926 (деревня Тюфяки или Дресвянский, У речки Дресвянки) 21 и 95, в 1950 22 и 76, в 1989 17 жителей. Настоящее название утвердилось с 1939 года. С 2006 по 2011 год входила в состав Тохтинского сельского поселения.

## Население
Постоянное население не было учтено как в 2002 году, так и в 2010.